# Martina Gredler
Martina Gredler (ur. 29 grudnia 1958 w Wiedniu) – austriacka polityk i stomatolog, parlamentarzystka krajowa, deputowana do Parlamentu Europejskiego IV kadencji.

## Życiorys
Początkowo studiowała sinologię w Bonn i Pekinie. W 1985 ukończyła medycynę na Uniwersytecie Wiedeńskim. Kształciła się w zakresie stomatologii, specjalizowała się w chirurgii szczękowo-twarzowej. Początkowo pracowała na macierzystej uczelni, w 1989 otworzyła prywatną praktykę stomatologiczną.
W 1993 dołączyła do nowo powstałego Forum Liberalnego, zasiadła w prezydium tej partii. W latach 1994–1995 i 1996–1999 sprawowała mandat posłanki do Rady Narodowej XIX i XX kadencji. Pomiędzy tymi okresami była deputowaną do Europarlamentu IV kadencji w ramach delegacji krajowej. Wycofała się później z działalności politycznej, powracając do aktywności zawodowej oraz działalności w wiedeńskiej izbie stomatologicznej.